# Cony Camelo
Cony Camelo (Bogotá, 3 de abril de 1977) é uma atriz, cantora e apresentadora de televisão colombiana.

## Carreira

### Televisão
- Plaza Sésamo (1997)
- Un ángel llamado Azul (2003)
- Los Reyes (2005) - Hilda Reyes
- El capo (2009) - Valentina
- Yo no te pido la luna (2010) - Deyanira
- Los caballeros las prefieren brutas (2010) - Jovita
- La traicionera (2011) - Andrea
- La promesa (2012) - Melissa
- Metástasis (2013) - María Navarro

### Cinema
- Nochebuena (2008)
- Alborada carmesí (2009)